# Georg Christian Reichel
Georg Christian Reichel ( * 1721 - 1771 ) fue un médico, y botánico alemán.

## Algunas publicaciones
- 1758. Præs. De Vasis plantarum spirilibus ...: Resp. C.C. Wagnero, etc

### Libros
- christian gotthilf Kiesling, georg christian Reichel. 1752. De succis plantarum specimen. Ed. Ex Officina Langenhemiana. 40 pp.
- georg christian Reichel, karl christian Wagner. 1758. De vasis plantarum spiralibus ... Ed. Ex officina Breitkopfia. 44 pp.
- johann christian Hoffmann, georg christian Reichel. 1764. De ossium cylindraceorum fissura gratiosi ordinis medicorum in Academia Lipsiensi consensu praeside Georgio Christiano Reichel phil. et medic. doctore ac facult. medic. assessore pro gradu doctoris d. 29. Iun. a.o.r. 1764 disputabit Ioannes Christianus Hoffmann Lipsiensis medic. baccal. Ed. Ex Officina Breitkopfia. 31 pp.
- -----, christian friedrich Baersch. 1765. De capitis tumoribus tunicatis post cephalalgiam exortis ... Ed. Typis Breitkopfianis. 36 pp.
- john Huxham, georg christian Reichel. 1765. Liber de febribus et alia opuscula varia. Ed. Expensis Stephani Manfredii. 360 pp.
- georg christian Reichel. 1767. De sanguine ejusque motu experimenta. 29 pp.
- john Huxham, georg christian Reichel. 1773. Ioannis Hvxhami ... opera physico-medica: tomvs primvs. Ed. Impensis I.P. Kravs
- -----, -----. 1773. Liber de febribus. Volumen 2 de Opera physico-medica / J. Huxham. Curante Georgio Christiano Reichel. Ed. Kraus. 231 pp.
- john Huxham, georg christian Reichel. 1784. Opera Physico-Medica, Volumen 1. 3ª ed. en línea

- La abreviatura «Reichel» se emplea para indicar a Georg Christian Reichel como autoridad en la descripción y clasificación científica de los vegetales.[1]

- «Georg Christian Reichel». Índice Internacional de Nombres de las Plantas (IPNI). Real Jardín Botánico de Kew, Herbario de la Universidad de Harvard y Herbario nacional Australiano (eds.).
- Wikispecies tiene un artículo sobre Georg Christian Reichel.

- Datos: Q5877728

1. ↑  Todos los géneros y especies descritos por este autor en IPNI.